# Sabethes gymnothorax
Sabethes gymnothorax är en tvåvingeart som beskrevs av Ralph E. Harbach och Petersen 1992. Sabethes gymnothorax ingår i släktet Sabethes och familjen stickmyggor.
Artens utbredningsområde är Belize. Inga underarter finns listade i Catalogue of Life.